# Valu lui Traian
Valu lui Traian es una comuna rumana del condado de Constanța.

## Historia
Hacia comienzos del siglo XX, la comuna de Hasancea, que ya por entonces pertenecía al condado de Constanța, estaba formada por las localidades de Hasancea (la capital) y Mametcea y tenía contabilizada una población, compuesta sólo por turcos y tártaros, de 883 habitantes.
En la segunda mitad del siglo XX la comuna de Valu lui Traian había pasado a estar compuesta exclusivamente por la localidad homónima. En el censo de 2021 la comuna tenía una población de 16 617 habitantes.